# Сліпий Христос
«Сліпий Христос» (ісп. El Cristo ciego) — чилійсько-французький драматичний фільм, знятий Крістофером Мюрреєм. Світова прем'єра стрічки відбулась 2 вересня 2016 року на Венеційському кінофестивалі. Фільм розповідає про Майкла, який вважає себе Христом. Він босоніж вирушає в подорож через пустелю з метою вилікувати друга дитинства, котрий постраждав в аварії.

## У ролях
- Майкл Сільва — Майкл
- Бастіан Іностроса
- Ана Марія Енрікес
- Маурісіо Пінто

## Визнання
| Нагороди та номінації фільму «Сліпий Христос» | Нагороди та номінації фільму «Сліпий Христос» | Нагороди та номінації фільму «Сліпий Христос» | Нагороди та номінації фільму «Сліпий Христос» | Нагороди та номінації фільму «Сліпий Христос» | Нагороди та номінації фільму «Сліпий Христос» |
| Рік                                           | Кінопремія / Кінофестиваль                    | Категорія / Нагорода                          | Номінант                                      | Результат                                     |                                               |
| --------------------------------------------- | --------------------------------------------- | --------------------------------------------- | --------------------------------------------- | --------------------------------------------- | --------------------------------------------- |
| 2016                                          | Венеційський кінофестиваль                    | «Золотий лев» за найкращий фільм              | «Сліпий Христос»                              | Номінація                                     |                                               |